# Vipera xanthina
Vipera xanthina je strupenjača iz družine gadov, ki je razširjena po severovzhodni Grčiji in Turčiji, pa tudi po nekaterih otokih Egejskega morja. Trenutno ni priznana še nobena podvrsta.

## Opis
Hrbet je sive barve s črno cikcakasto progo. Luske na hrbtu so grebenaste
Odrasli primerki običajno dosežejo med 70 in 95 cm, izjemoma pa dosežejo dolžino okoli 130 cm.

### Habitat
Vipera xanthina se običajno zadržuje na vlažnih mestih, najpogosteje v skalnem grmičevju, kjer preži na majhne glodavce, sesalce in ptice. Znanstveniki domnevajo, da pleni tudi manjše kuščarje.